# Знаки раскаяния
«Знаки раскаяния» — детективный триллер с элементами драмы режиссёра Жана Эглсона. В главных ролях Марк Хэрмон и Джулианна Филлипс. В России был показан на русской версии телеканала «Hallmark».

## Сюжет
На одной из радиостанций открывается программа, которую ведёт священник. Идея шоу в том чтобы слушавшие его звонили в прямой эфир и рассказывали им свои секреты.
Но ведущий-священник и не предполагал как измениться его жизнь, когда ему на шоу позвонит неизвестный и признается в убийстве молодой женщины.